# Castillo de Cártama
El castillo de Cártama es una fortaleza situada en el municipio de Cártama, en la provincia de Málaga, España. Se alza sobre una peña de la Sierra de Cártama desde la que domina la localidad, a espaldas de la Ermita de Nuestra Señora de los Remedios. Se encuentra en estado de ruina, aunque goza de la protección genérica de Bien de Interés Cultural.

## Descripción
Este castillo empezaría a construirse en época romana tras su conquista, transformando el castro en un castillo y ampliándolo. Aunque sea de origen romano, la dimensión que tiene actualmente lo aportaron los árabes. Está en una posición estratégica y se convertirá en un centro económico y político, especialmente durante el reino nazarí.
Después de la toma por parte de los Reyes Católicos, el castillo va perdiendo importancia y relevancia. 
Se conservan restos de la antigua alcazaba y de las murallas que la rodeaban, así como de una plaza de armas. El recinto tiene forma rectangular. Destaca un aljibe excavado en la roca, que podía abastecer a unas 2.000 personas, que se encuentra en el centro del recinto. 